# Campeonato da Europa de Atletismo de 2022 - Arremesso de peso masculino
A prova do arremesso de peso masculino do Campeonato da Europa de Atletismo de 2022 foi disputada no dia 15 de agosto de 2022, no Estádio Olímpico de Munique, em Munique na Alemanha.

## Recordes
Antes desta competição, os recordes mundiais e do campeonato nesta prova eram os seguintes:
|                       | Nome           | Nacionalidade     | Distância | Local     | Data                 |
| --------------------- | -------------- | ----------------- | --------- | --------- | -------------------- |
| Recorde mundial       | Randy Barnes   | Estados Unidos    | 23m 37cm  | Eugene    | 18 de junho de 2021  |
| Recorde europeu       | Ulf Timmermann | Alemanha Oriental | 23m 06cm  | Chania    | 22 de maio de 1988   |
| Recorde do campeonato | Werner Günthör | Suíça             | 22m 22cm  | Estugarda | 28 de agosto de 1986 |

## Medalhistas
| Ouro                   | Prata                  | Bronze             |
| Filip Mihaljević (CRO) | Armin Sinančević (SRB) | Tomáš Staněk (CZE) |

## Cronograma
Todos os horários são locais (UTC+2).
| Data         | Hora  | Evento       |
| ------------ | ----- | ------------ |
| 15 de agosto | 10:00 | Qualificação |
| 15 de agosto | 20:58 | Final        |

## Resultados

### Qualificação
Qualificação: Desempenho de 21.15 m (Q) ou os 12 melhores qualificados (q). 
| Posição | Grupo | Atleta                | Nacionalidade | #1    | #2    | #3    | Resultados | Notas |
| ------- | ----- | --------------------- | ------------- | ----- | ----- | ----- | ---------- | ----- |
| 1       | A     | Armin Sinančević      | Sérvia        | x     | x     | 21.82 | 21.82      | Q,    |
| 2       | A     | Tomáš Staněk          | Chéquia       | 21.39 |       |       | 21.39      | Q     |
| 3       | B     | Konrad Bukowiecki     | Polónia       | 18.97 | x     | 20.96 | 20.96      | q     |
| 4       | B     | Michał Haratyk        | Polónia       | 19.90 | 20.26 | 20.85 | 20.85      | q     |
| 5       | A     | Scott Lincoln         | Reino Unido   | 20.28 | 20.64 | 20.36 | 20.64      | q     |
| 6       | A     | Andrei Toader         | Roménia       | 20.12 | 20.23 | 20.50 | 20.50      | q     |
| 7       | A     | Nick Ponzio           | Itália        | 20.04 | 20.44 | 20.38 | 20.44      | q     |
| 8       | A     | Marcus Thomsen        | Noruega       | 20.22 | 20.32 | 20.25 | 20.32      | q     |
| 9       | B     | Filip Mihaljević      | Croácia       | 19.12 | 20.00 | 20.30 | 20.30      | q     |
| 10      | B     | Leonardo Fabbri       | Itália        | 19.16 | 20.27 | –     | 20.27      | q     |
| 11      | B     | Asmir Kolašinac       | Sérvia        | 19.99 | x     | 19.74 | 19.99      | q     |
| 12      | B     | Simon Bayer           | Alemanha      | 17.60 | 19.82 | 19.91 | 19.91      | q     |
| 13      | B     | Roman Kokoshko        | Ucrânia       | x     | 19.86 | 19.83 | 19.86      |       |
| 14      | B     | Bob Bertemes          | Luxemburgo    | 19.10 | x     | 19.77 | 19.77      |       |
| 15      | A     | Eric Favors           | Irlanda       | 19.34 | 19.38 | 19.71 | 19.71      |       |
| 16      | A     | Carlos Tobalina       | Espanha       | 19.12 | x     | 19.58 | 19.58      |       |
| 17      | A     | Giorgi Mujaridze      | Geórgia       | x     | 19.36 | 19.43 | 19.43      |       |
| 18      | B     | Tsanko Arnaudov       | Portugal      | 19.42 | x     | x     | 19.42      |       |
| 19      | A     | Sebastiano Bianchetti | Itália        | x     | 19.37 | x     | 19.37      |       |
| 20      | B     | Alperen Karahan       | Turquia       | 19.25 | x     | x     | 19.25      |       |
| 21      | A     | Jakub Szyszkowski     | Polónia       | 19.19 | x     | 19.15 | 19.19      |       |
| 22      | B     | Muhamet Ramadani      | Kosovo        | x     | 18.26 | 17.77 | 18.26      |       |

### Final
A final ocorreu no dia 15 de agosto às 21:00.
| Posição           | Atleta            | Nacionalidade | #1    | #2    | #3    | #4    | #5    | #6    | Resultados | Notas                |
| ----------------- | ----------------- | ------------- | ----- | ----- | ----- | ----- | ----- | ----- | ---------- | -------------------- |
| Medalha de ouro   | Filip Mihaljević  | Croácia       | 20.37 | 21.05 | 21.27 | 21.53 | 21.04 | 21.88 | 21.88      | Recorde da temporada |
| Medalha de prata  | Armin Sinančević  | Sérvia        | 21.07 | x     | 21.24 | 20.97 | 21.39 | 21.32 | 21.39      |                      |
| Medalha de bronze | Tomáš Staněk      | Chéquia       | x     | 21.05 | 21.26 | x     | 20.62 | 20.59 | 21.26      |                      |
| 4                 | Nick Ponzio       | Itália        | 20.55 | 20.96 | 20.78 | 20.55 | 20.98 | 20.66 | 20.98      |                      |
| 5                 | Michał Haratyk    | Polónia       | 20.39 | x     | x     | 20.85 | x     | 20.90 | 20.90      |                      |
| 6                 | Konrad Bukowiecki | Polónia       | 20.56 | 19.30 | 19.99 | 20.02 | 20.74 | 20.47 | 20.74      |                      |
| 7                 | Leonardo Fabbri   | Itália        | x     | 20.01 | 19.91 | x     | 20.43 | 20.72 | 20.72      | Recorde da temporada |
| 8                 | Asmir Kolašinac   | Sérvia        | 19.64 | 19.65 | 19.93 | 20.09 | 20.14 | 20.15 | 20.15      |                      |
| 9                 | Marcus Thomsen    | Noruega       | 19.36 | 19.91 | x     |       |       |       | 19.91      |                      |
| 10                | Scott Lincoln     | Reino Unido   | 19.81 | 19.90 | x     |       |       |       | 19.90      |                      |
| 11                | Simon Bayer       | Alemanha      | 19.58 | 19.83 | x     |       |       |       | 19.83      |                      |
| 12                | Andrei Toader     | Roménia       | x     | 19.15 | x     |       |       |       | 19.15      |                      |

Legenda
| Recorde mundial       | Recorde mundial (World record)               |                       | Recorde africano                      | Recorde africano (African) |                                           | Q | Classificado por posição (Qualified) |
| Recorde do campeonato | Recorde do campeonato (Championship record)  | Recorde da América    | Recorde da América (Americas)         | q                          | Classificado por melhor tempo (Qualified) |   |                                      |
| Melhor marca do ano   | Melhor marca do ano (World leading)          | Recorde asiático      | Recorde asiático (Asian)              | DNS                        | Não largou (Did not start)                |   |                                      |
| Recorde nacional      | Recorde nacional (National record)           | Recorde europeu       | Recorde europeu (European)            | DNF                        | Não terminou (Did not finish)             |   |                                      |
| Recorde pessoal       | Recorde pessoal do atleta (Personal best)    | Recorde da Oceania    | Recorde da Oceania (Oceania)          | DSQ / DQ                   | Desclassificado (Disqualified)            |   |                                      |
| Recorde da temporada  | Recorde da temporada do atleta (Season best) | Recorde sul-americano | Recorde sul-americano (South America) | NM                         | Sem marca (No mark)                       |   |                                      |